# Das Große Jüngste Gericht
Das Große Jüngste Gericht ist ein Ölgemälde aus der Werkstatt Peter Paul Rubens’, das 1617 fertiggestellt wurde. Es ist das größte Bild, das Rubens je gemalt hat. Die Höhe beträgt 6,085 und die Breite 4,635 Meter. Die Leinwandbahnen sind mehrfach zusammengenäht. Es ist das erste von mehreren thematisch ähnlichen Werken Rubens’; 1619 folgte das sogenannte „Kleine Jüngste Gericht“ und 1620 „Der Höllensturz der Verdammten“.

## Beschreibung
Das Jüngste Gericht, die Scheidung nach dem Tode in christlicher Vorstellung, wird auf eine lebendige und dramatische Art vermittelt. An der Spitze des Bildaufbaus befindet sich der richtende Jesus, zu seiner Rechten steht Maria. Zu seiner Linken, vom Betrachter aus rechts, steht Mose mit Gesetzestafeln in der Hand (der thematisch eigentlich nichts mit dem Jüngsten Gericht gemein hat). Auf der linken Bildhälfte befinden sich die Gläubigen, die in den Himmel kommen, auf der rechten Seite die ungläubigen bzw. versündigten Verdammten. Am unteren Rand befinden sich die Verstorbenen, die noch selektiert werden. Es handelt sich um das zweitgrößte Gemälde in dem Museum nach Kaulbachs Zerstörung Jerusalems durch Titus.

## Geschichte des Gemäldes
Es wird vermutet, dass zehn bis zwanzig Künstler an dem Bild gearbeitet haben; die einzige Signatur auf dem Bild ist jedoch die von Rubens. Der Entwurf und die letzten Nuancen wurden vom Meister besorgt.
Das Bild sowie zwei zugehörige Seitenteile waren eine Auftragsarbeit für Wolfgang Wilhelm von Pfalz-Neuburg und sollten als Altarbild des Hochaltars in der Hofkirche zu Neuburg an der Donau dienen, die 1618 im Zuge der Gegenreformation an die Jesuiten übergeben wurde. Die Kolossalität des Bildes und das Bildprogramm sind vor dem Hintergrund des heraufziehenden Dreißigjährigen Krieges und der Gegenreformation, die im Fürstentum Pfalz-Neuburg mit großer Härte vorangetrieben wurde, zu verstehen. Das Motiv des Weltgerichts war neben demjenigen des Engelsturzes durch den Erzengel Michael das beliebteste Symbol gegenreformatorischer Propaganda. Das Gemälde erregte allerdings wegen der abgebildeten nackten Körper Anstoß und wurde teilweise verhängt, bis es schließlich der Enkel des Stifters, Johann Wilhelm, 1692 in die Düsseldorfer Galerie brachte.

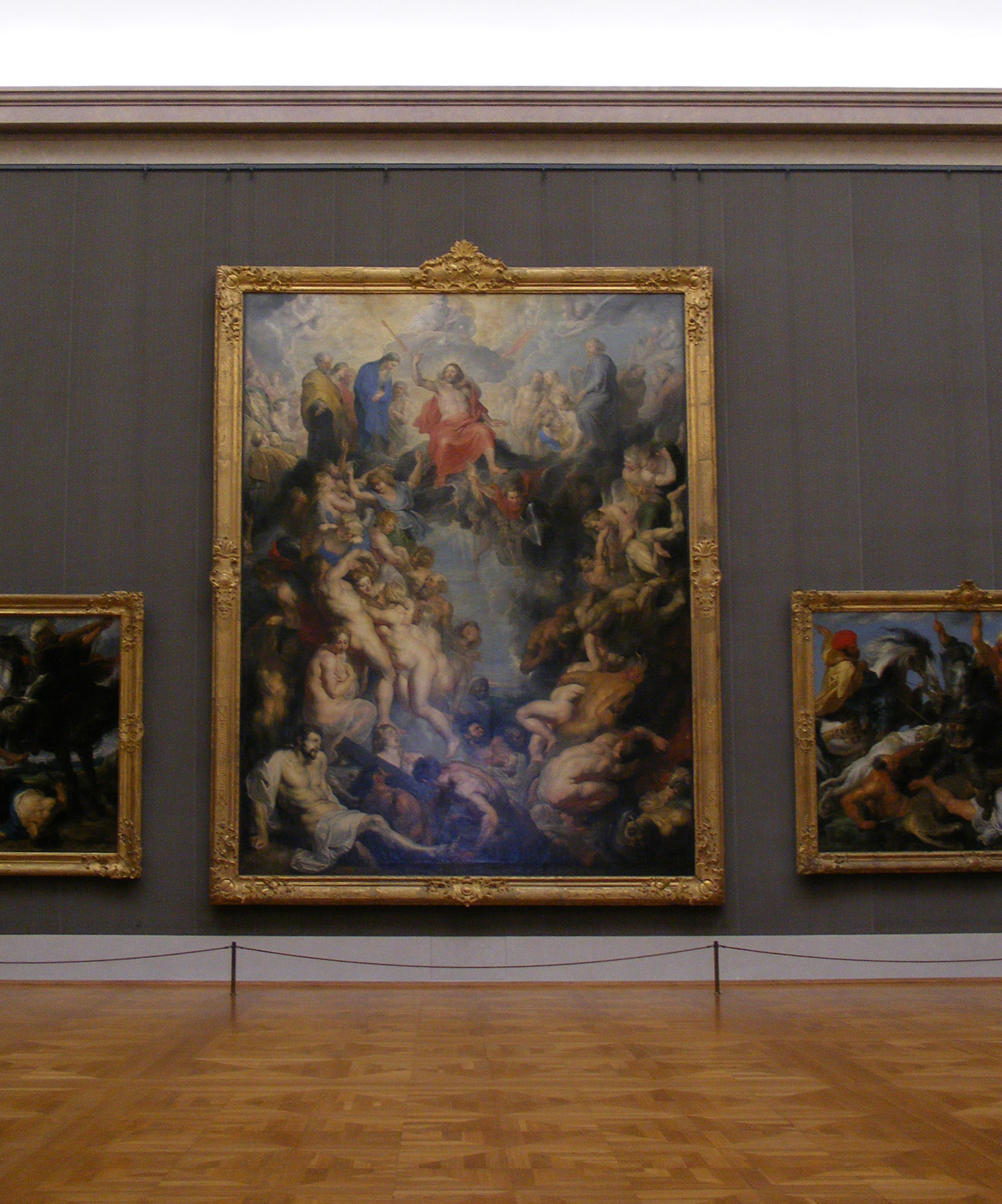
Hängung

Nachdem der pfälzische Kurfürst Karl Theodor 1777 die bayerische Thronfolge angetreten und seinen Hof nach München verlegt hatte, wurden zunächst die Mannheimer und Zweibrücker Galerien und unter seinem Nachfolger Maximilian IV. Joseph schließlich 1805/06 auch die Düsseldorfer Galerie in die bayerische Hauptstadt überführt. Dort war das Große Jüngste Gericht zunächst in der Galerie in den Hofgartenarkaden untergebracht. Es befindet sich heute in der Alten Pinakothek und ist das größte Bild des Museums (Inv.-Nr. 890). Es ist zentral in Saal VII im ersten Obergeschoss platziert. Dieser so genannte „Rubenssaal“, der mit seiner dem Bild gegenüberliegenden und auf dieses Bezug nehmenden Triumphpforte eigens für das Gemälde konzipiert wurde, ist wiederum der größte Saal des Museums. Das Gemälde ist das einzige, das noch an der gleichen Stelle platziert ist wie bei der Gründung des Museums im Jahre 1836.
Die beiden Seitenteile, die die Anbetung der Hirten und die Ausgießung des heiligen Geistes zeigen, befinden sich in der Staatsgalerie Neuburg.

## Rezeption
Jacob Burckhardt beurteilt das Gemälde eher abschätzig als 

„Michelangelesk und doch frei von Michelangelo: der Pan-Teufel der sich rechts mit den zwei Weibern davon macht; oben dießmal eine wahre und herrliche Glorie von Seligen des alten und neuen Bundes: Adam und Eva (diese altoberdeutsch unschuldig), Moses, Maria (herrlich schön, sich tief neigend), Petrus, Johannes der Täufer etc. Petrus und Moses als Flügelmänner; Christus (Jupiter) etwas theatralisch...“

Hingegen erscheint die thronende Christusfigur, die „sich den Erlösten zuwendet, sie gleichsam liebevoll in das Paradies einlädt, ohne jedoch zugleich die Verdammten strafend zurückzustoßen“ der Theologin Mareike Hartmann „sehr menschlich und zart“. Dadurch erhalte „das Gerichtsbild eine sehr positive Grundstimmung“ – jedenfalls im Vergleich zur düsteren Sicht des später entstandenen kleinen Jüngsten Gerichts und des Höllensturzes.